# Diplothelopsis bonariensis
Diplothelopsis bonariensis is een spinnensoort in de taxonomische indeling van de bruine klapdeurspinnen (Nemesiidae).
Diplothelopsis bonariensis werd in 1938 beschreven door Mello-Leitão.